# Dollaro di Saint Kitts
Il dollaro è stato la valuta di Saint Kitts fino al 1830 e poi di nuovo dal 1913. Attualmente circola il dollaro dei Caraibi orientali.

## Primo dollaro
La valuta era composta da dollari spagnoli tagliati e monete delle colonie francesi contromarcate. Il dollaro era suddiviso in 12 bits, ciascuno dei quali del valore di 9 pence. Nel 1830 la sterlina divenne la valuta ufficiale dell'isola.

### Monete
Nel 1801 furono emessi quattro tipi di monete. Le monete da 1½ pence, note come black dogs, erano prodotte contromarcando con la lettera "S" le monete delle colonie francesi da 24 deniers. Le altre monete da ⅛, ¼ e ½ dollaro erano ottenute tagliando le monete spagnole o delle colonie spagnole da 8 real (note come "dollari spagnoli") e contromarcandole con una "S". Una seconda emissione tra il 1809 e il 1812 riguardò monete da 2¼ pence (¼ black dog) prodotte contromarcando con le lettere "S.K." le monete da 2 sous della Guyana francese.

## Secondo dollaro
Nel 1913 furono emesse le prime banconote private, denominate in dollari. Dal 1920 alcune di queste banconote furono denominate anche in sterline, al rapporto di 1 dollaro = 4 shillings e 2 pence. Nel 1935 fu introdotto il dollaro delle Indie occidentali britanniche, dello stesso valore del dollaro di Saint Kitts e degli altri dollari che circolavano nelle Indie occidentali britanniche. Le banche private continuarono ad emettere banconote fino al 1938. Il dollaro delle Indie occidentali britanniche fu sostituito nel 1965 dal dollaro dei Caraibi orientali.

### Banconote
La "Royal Bank of Canada" introdusse le banconote da 5 dollari nel 1913, continuando ad emetterle fino al 1938. La "Colonial Bank" emise biglietti da 5 dollari fino al 1926, dopo di che la "Barclays Bank" (che nel frattempo aveva assorbito la "Colonial Bank") iniziò ad emettere biglietti da 5 dollari e continuò fino al 1937.